# Мишеподобни хамстери
Мишеподобни хамстери (Calomyscidae) е малко семейството гризачи, ограничени в Централна Азия и Близкия изток. Семейството е представено от един род Calomyscus с осем описани вида. Родът е причисляван към семейство Хомякови, но в резултат на генетичн изследвания е отделен в самостоятелно семейство.

## Описание
Представителите са дребни мишеподобни гризачи с дължина на тялото от 61—98 mm и тегло от 15 до 30 грама. Нямат ясно изразен полов диморфизъм. Обикновено опашката е по-дълга от дължината на тялото и е около 72—102 mm. Ушите са големи. Козината е мека и тънка. Горната част на тялото е червеникава, пясъчна или сиво-кафеникава, докато коремът е бял. Опашката е с тъмна горна част, окосмена и завършва с пискюлче на върха. Сукалните зърна при женските са шест на брой. За разлика от хамстерите липсват торбички към бузите, които да пълнят с храна.

## Начин на живот
Обитават от каменисти пустини и засушливи райони до широколистни гори при надморска височина от 400 до 3500 m. Активни са през цялата година като през лятото водят строго нощен начин на живот, а през по-хладните месеци на годината са активни и през деня. Не са особено социални, но могат да се срещат в неголеми групи в гнездата в търсене на топлина.
Хранят се основно със семена както и с цветове и листа. Освен растителна храна нерядко консумират и насекоми, дребни животинки и дори мърша.
В плен се размножават целогодишно, докато на свобода това се случва от март до декември. Бременността продължава около 21 дни. Раждат два пъти годишно от 3 до 7 малки. Към 13 дневна възраст мишлетата проглеждат. Полова зрялост настъпва на около четири месечна възраст. Живеят около две години, но в плен е описан случай на над девет годишна възраст.

## Видове
Семейство Calomyscidae
- Род Calomyscus
  - Calomyscus bailwardi
  - Calomyscus baluchi
  - Calomyscus elburzensis
    - Calomyscus elburzensis zykovi

  - Calomyscus grandis
  - Calomyscus hotsoni
  - Calomyscus mystax
  - Calomyscus tsolovi
  - Calomyscus urartensis